# Anton Bader
Anton-Florian Bader (* 25. Januar 1981 in Pitt Meadows, British Columbia, Kanada) ist ein deutscher Eishockeyspieler, der zuletzt für die Füchse Duisburg in der Eishockey-Oberliga spielte.

## Karriere
Anton Bader, dessen Eltern aus Deutschland stammen, aber in British Columbia lebten, erhielt 1997 erste Einsätze bei den Swift Current Broncos in der Western Hockey League, einer der drei Top-Juniorenligen in Nordamerika. Nach zwei Jahren wechselte der Rechtsschütze zum Ligakonkurrenten Tri-City Americans, wo er ebenfalls zwei Spielzeiten verbrachte. Nach drei weiteren Spielzeiten in der WHL bei den Calgary Hitmen wechselte der Verteidiger 2002 in die East Coast Hockey League, wo er erstmals im Seniorenbereich spielte. Da Bader auch bei seinen weiteren Stationen in Nordamerika gute Leistungen zeigte, wechselte er zur Saison 2003/04 in die Deutsche Eishockey Liga, wo er sich den Kassel Huskies anschloss. 2005 schaffte er mit dem EV Duisburg den Aufstieg aus der 2. Bundesliga in die höchste Spielklasse und ein Jahr später den Klassenerhalt. Während der Saison 2006/07 wechselte Bader zu den Nürnberg Ice Tigers, bei denen er einen Vertrag bis zum Ende der Spielzeit 2007/08 erhielt. Wegen nicht zufrieden stellender Leistungen wurde der Kontrakt allerdings bereits im Sommer 2007 vorzeitig aufgelöst, woraufhin der Abwehrspieler zu den Straubing Tigers wechselte.
Im Laufe der Saison 2007/08 wurde der Rechtsschütze jedoch von Straubing zu den DEG Metro Stars transferiert, die aufgrund von Verletzungen mehrerer Verteidiger erhebliche Personalprobleme zu beklagen hatten. Zu Beginn der Spielzeit 2008/09 wechselte Bader zurück zu den Füchsen Duisburg, bei denen er zwei Jahre zuvor bereits Nationalspieler geworden war. In derselben Saison war er außerdem für den Herner EV in der Eishockey-Oberliga aktiv. Nachdem der Rechtsschütze die komplette Saison 2009/10 in Herne verbracht hatte, kehrte er im Sommer 2010 erneut nach Duisburg zurück und schloss sich abermals den Füchsen Duisburg an.

### International
Bei der Junioren-Weltmeisterschaft 2000 kam Bader erstmals für eine DEB-Auswahl zum Einsatz. Außerdem spielte er bei den Titelkämpfen ein Jahr später erneut für die Junioren-Nationalmannschaft. Seit der Spielzeit 2005/06 gehörte er dem erweiterten Kader der A-Nationalmannschaft an, für die er bei der Division-I-Weltmeisterschaft 2006 in Amiens erstmals zum Einsatz kam und dort sein erstes Tor erzielte.
2011 beendete Anton Bader seine Eishockeykarriere und machte sein Hobby zum Beruf. Heute ist er in der Immobilienbranche tätig. Schon während seiner aktiven Laufbahn kaufte Anton Bader in der „Sommerpause“ Einfamilienhäuser in Vancouver, Kanada, die er sanierte und gewinnbringend weiterverkaufte. Seit Januar 2012 betreiben Anton Bader zusammen mit seiner Frau Sarah ihr Immobilien Büro im Kölner Süden, TOMAX Immobilien e.K.

## Karrierestatistik
(Legende zur Spielerstatistik: Sp oder GP = absolvierte Spiele; T oder G = erzielte Tore; V oder A = erzielte Assists; Pkt oder Pts = erzielte Scorerpunkte; SM oder PIM = erhaltene Strafminuten; +/− = Plus/Minus-Bilanz; PP = erzielte Überzahltore; SH = erzielte Unterzahltore; GW = erzielte Siegtore; 1 Play-downs/Relegation; Kursiv: Statistik nicht vollständig)